# NGC 4503
NGC 4503 é uma galáxia lenticular (SB0) localizada na direcção da constelação de Virgo. Possui uma declinação de +11° 10' 32" e uma ascensão recta de 12 horas, 32 minutos e 06,1 segundos.
A galáxia NGC 4503 foi descoberta em 15 de Março de 1784 por William Herschel.